# АЭС-2006
АЭС-2006 — проект российской атомной станции нового поколения «3+» с улучшенными технико-экономическими показателями.
Проект разработан в соответствии с Федеральной целевой программой развития атомной энергетики. Цель проекта — достижение современных показателей безопасности и надёжности при оптимизированных капитальных вложениях на сооружение станции.

## Технические характеристики
- Реактор ВВЭР-1200 — на тепловых нейтронах, тепловая мощность 3200 МВт, теплоноситель — вода с борной кислотой под давлением 16,2 МПа.
- Четыре горизонтальных парогенератора второго контура ПГВ-1000МКП, каждый генерирует (1602+112) т/ч сухого насыщенного пара с давлением 7,0 МПа.
- Турбина с начальным давлением 6,8 МПа содержит цилиндр высокого давления и четыре цилиндра низкого давления (2ЦНД+ЦВД+2ЦНД). Номинальная электрическая мощность блока 1198,8 МВт.
- Коэффициент использования установленной мощности (КИУМ): 92 %.
- Длительность периода между перегрузками топлива: до 24 месяцев.
- Срок службы незаменяемых элементов: не менее 60 лет[1].

При единстве целевых показателей, определённых техническим заданием на проект АЭС-2006, проектные решения, принимаемые обоими генеральными проектировщиками (московским ОАО «Атомэнергопроект» и ОАО "Санкт-Петербургский научно-исследовательский и проектно-конструкторский институт «Атомэнергопроект»), несколько отличаются, что обусловлено традициями и опытом каждого из институтов. Конкурентный подход при разработке проектов позволит в дальнейшем принять оптимальное решение при развороте серийного строительства АЭС в соответствии с принятой Федеральной целевой программой.

## Особенности проекта
- использование дополнительных пассивных систем безопасности в сочетании с активными традиционными системами.
- защита от землетрясения, цунами, урагана, падения самолета.
- двойная защитная оболочка реакторного зала (гермообъём);
- «ловушка» расплава активной зоны, расположенная под корпусом реактора;
- пассивная система отвода остаточного тепла;
- увеличение срока службы энергоблока до 60 лет;
- увеличение срока службы ядерного реактора за счёт ужесточения требований к химическому составу стали с целью понижения критической температуры охрупчивания;
- увеличен диаметр корпуса реактора и количество комплектов образцов-свидетелей, отслеживающих текущее состояние и определяющих прогнозную оценку изменений свойств металла корпуса[1][3].

## Развитие проекта АЭС-2006
Проект «ВВЭР-ТОИ» — следующий шаг в развитии проекта АЭС-2006. Планируемое развитие атомной энергетики в России в ближайшей перспективе будет осуществляться, прежде всего, на основе проекта «ВВЭР-ТОИ» (типовой оптимизированный информатизированный).
Разработка проекта выполняется на базе проектных материалов, разработанных для проекта АЭС-2006 с максимальным учётом опыта, полученного отраслевыми организациями при разработке последних проектов АЭС, основанных на технологии ВВЭР (Нововоронежская АЭС-2). В проекте «ВВЭР-ТОИ» в полном объеме будут практически применены современные новации, относящиеся к направлению водо-водяного корпусного реактора.

## Участники проекта
- ОКБ «Гидропресс»,
- ОКБМ имени И. И. Африкантова,
- НИЦ «Курчатовский институт»,
- АО «Концерн Энергоатом»,
- АО «Атомстройэкспорт»,
- АО «Атомтехэкспорт»,
- Атомэнергопроект,
- ВНИИАЭС.
- АО «ГНЦ НИИАР»

## Предыдущие проекты АЭС России и СССР
- АЭС У-87
- АЭС-91
- АЭС-92
- АЭС У-87/92

## Атомные станции

### Построенные АЭС (частичное соответствие АЭС-91)
- Тяньваньская АЭС (Китай)

### Построенные АЭС-2006
- Нововоронежская АЭС-2 — (генеральный проектировщик — ОАО «Атомэнергопроект», Москва)
- Белорусская АЭС — (генеральный проектировщик — ОАО «Санкт-Петербургский научно-исследовательский и проектно-конструкторский институт „Атомэнергопроект“»)

### Строящиеся АЭС
- АЭС «Куданкулам» (Индия) — частичное соответствие, используется для наработки решений.
- Ленинградская АЭС-2 — (генеральный проектировщик — ОАО «Санкт-Петербургский научно-исследовательский и проектно-конструкторский институт „Атомэнергопроект“»)
- Курская АЭС-2
- Первая турецкая АЭС «Аккую» в провинции Мерсин[4]
- АЭС «Руппур»

### Планируемые АЭС
- Балтийская АЭС
- Северская АЭС
- Нижегородская АЭС